# Boris Sergejewitsch Maisel
Boris Sergejewitsch Maisel (russisch Борис Сергеевич Майзель, wissenschaftliche Transliteration Boris Sergeevič Majzel', auch Maizel oder Mayzel; * 4. Junijul. / 17. Juni 1907greg. in St. Petersburg; † 9. Juli 1986 in Moskau) war ein russisch-sowjetischer Komponist.

## Leben
Maisel, Sohn des Physikers Sergei Ossipowitsch Maisel, studierte ab 1923 am Leningrader Konservatorium Klavier bei Nikolai Iwanowitsch Richter, ab 1932 Komposition bei Maximilian Steinberg und Pjotr Rjasanow mit Abschluss 1936. In dieser Zeit arbeitete er ab 1929 unter dem Pseudonym Boris Ksentitsky auch am Satire-Theater Krivoe Zerkalo [Zerrspiegel], schrieb Operetten und Unterhaltungsmusik im Estrada-Stil. Während der Leningrader Blockade komponierte er 1941/42 Werke, die sich mit dem Überleben in der belagerten Stadt beschäftigten, etwa das sinfonische Poem Leningrad (1942), und beteiligte sich an der zivilen Verteidigung. 1942 wurde er in lebensgefährlichem Zustand ins damalige Swerdlowsk am Uralgebirge evakuiert. Seit 1944 lebte er in Moskau.
Maisels Schaffen begann mit einem Liederzyklus zu Worten von Heinrich Heine (1935), 5 Romanzen auf Worte von Wladimir Majakowski, Nikolai Assejew und Semjon Kirsanow (1936), 4 Romanzen auf Worte von Alexander Puschkin und 4 Romanzen auf Worte von Michail Lermontow (1937). Maisels erste große Werke waren 1940 das Ballett Die Schneekönigin und seine 1. Sinfonie. 1943 entstand die 2. Sinfonie (Uralsinfonie), 1945 die 3. Sinfonie (Siegestriumphsinfonie) und 1946 die 4. Sinfonie zum 30. Jahrestag der Oktoberrevolution. 1951 komponierte er die Suite Abendstimmen für Jazz-Orchester. Während dieser Zeit und auch später entstanden sinfonische Gedichte, Suiten insbesondere aus seinen Balletten, Instrumentalkonzerte und auch die Musik zum Film Dresdener Galerie zusammen mit Sergei Alexandrowitsch Schatirjan.
1957 schuf Maisel das erste burjatische Ballett Im Namen der Liebe (zusammen mit Schigschit Batujew). Es folgten 1958 die Oper Blutsbrüder (zusammen mit Dandar Ajuscheew), 1959 die Ballette Die goldene Kerze und Der Sombrero. 1962, im Jahr nach Juri Gagarins erstem Weltraumflug, komponierte er die 5. Sinfonie und außerdem das sinfonische Poem Далёкая планета [Der ferne Planet], das in einer Umarbeitung als erstes sowjetisches Sciencefiction-Ballett 1963 in Leningrad uraufgeführt wurde. 1963 schrieb er das Ballett Geliebte Helden und 1966 die Oper Der Schatten des Vergangenen. Im gleichen Jahr komponierte er 4 Romanzen auf Worte von García Lorca und 3 Romanzen auf Worte von Jewgeni Jewtuschenko. Nach der 6. Sinfonie (1967) und der 7. Sinfonie (1969) schuf er 1972 die Sinfonische Rhapsodie auf Volksthemen der sowjetischer Republiken und 1973 die 8. Sinfonie. Stilistisch bewegte sich Maisel zunächst im Rahmen des Sozialistischen Realismus, ab den 1960er Jahren wird seine Musiksprache zunehmend atonal, beeinflusst vom Expressionismus der damaligen sowjetischen Avantgarde. Insgesamt hinterließ er, je nach Quelle, 8 bis 10 Sinfonien, von denen die letzte im Todesjahr 1986 entstand.
Maisel war in erster Ehe verheiratet mit Tatjana Wladimirowna Strakatsch (* 1904), Tochter des Husaren-Obersten Wladimir Stanislawowitsch Strakatsch (1870–1948) und Tante des Filmregisseurs Ilja Alexandrowitsch Awerbach. Seine zweite Frau (1937–1961) war die Künstlerin Alisa Iwanowna Poret (1902–1984). In dritter Ehe war er verheiratet mit der Architektin Marija Andrejewna Koslowskaja (1914–1997). Maisel wurde auf dem Moskauer Wwedenskoje-Friedhof begraben.

## Ehrungen
- Medaille „Für die Verteidigung Leningrads“
- Verdienter Künstler der Burjatischen ASSR (1959)